# Mesopediasia hemixanthellus
Mesopediasia hemixanthellus là một loài bướm đêm trong họ Crambidae.